# Денклинген
Денклинген (њем. Denklingen) општина је у њемачкој савезној држави Баварска. Једно је од 31 општинског средишта округа Ландсберг ам Лех. Према процјени из 2010. у општини је живјело 2.482 становника. Посједује регионалну шифру (AGS) 9181113.

## Географски и демографски подаци
Денклинген се налази у савезној држави Баварска у округу Ландсберг ам Лех. Општина се налази на надморској висини од 708 метара. Површина општине износи 56,7 km². У самом мјесту је, према процјени из 2010. године, живјело 2.482 становника. Просјечна густина становништва износи 44 становника/km².